# Gifu
Gifu város Japánban, Gifu prefektúrában, annak tartományi fővárosa. Gifu Kakamigahara, Szeki, Jamagata, Motoszu, Hasima, Ógaki, Mizuho, Kitagata, Kaszamacu és Ginan községekkel határos.
Nevét Oda Nobunaga adta elfoglalása után. Az Edo-korban fontos stratégiai központ volt.
A japán divat egyik fontos városa. Itt található a Gifu kastély, Nobunaga kastélyának másolata. Évente több fesztivált rendeznek a városban. A Sóhódzsi templomban áll az ország egyik legnagyobb Buddha-szobra, a gifui óriás Buddha.

## Népesség
A település népességének változása:
| Lakosok száma | 413 136 | 406 735 | 400 118 |
|               | 2010    | 2015    | 2020    |

## Gazdaság
Gifu első jelentős gazdasági ágazata a textilipar volt. Mivel azonban a divatipar az elmúlt tíz évben jelentősen visszaesett Gifuban, a város más iparágak fejlesztésébe kezdett a helyi gazdaság megerősítése érdekében.
A város területén van a Solar Ark erőmű.

## Itt született
- Takahasi Naoko (1972–) olimpiai bajnok, atléta, maratoni futó
- Tómei Jumi (1972–) labdarúgó

## Képek

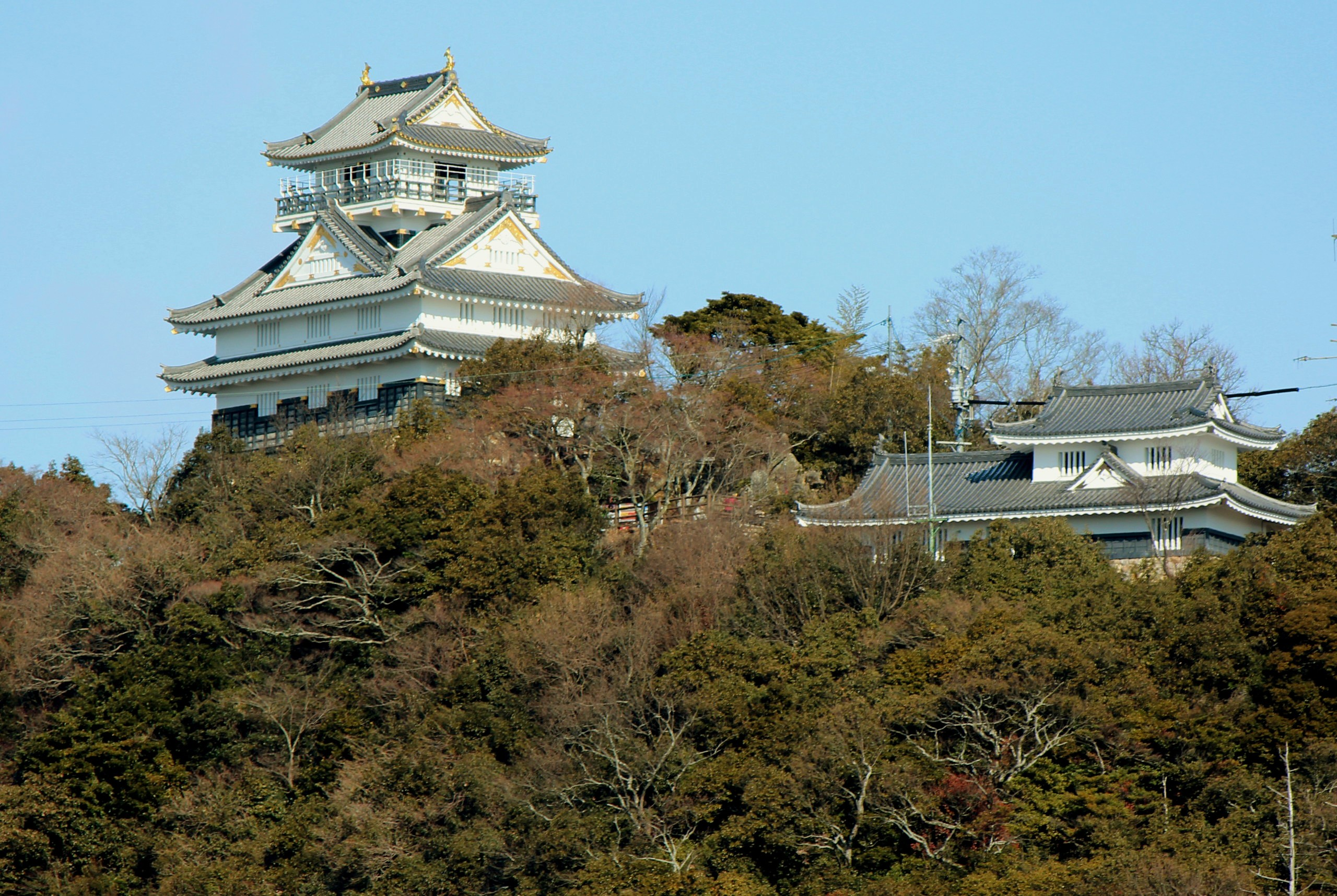
Gifu kastély
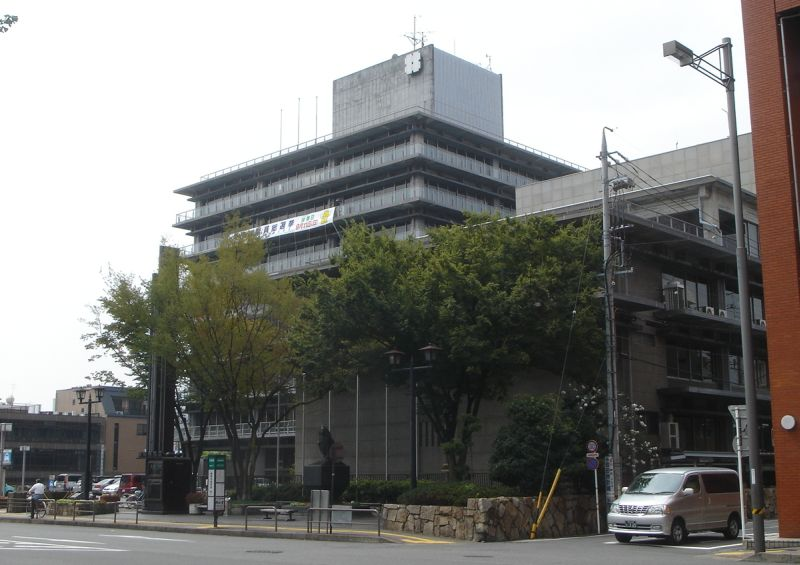
Gifu tanácsháza
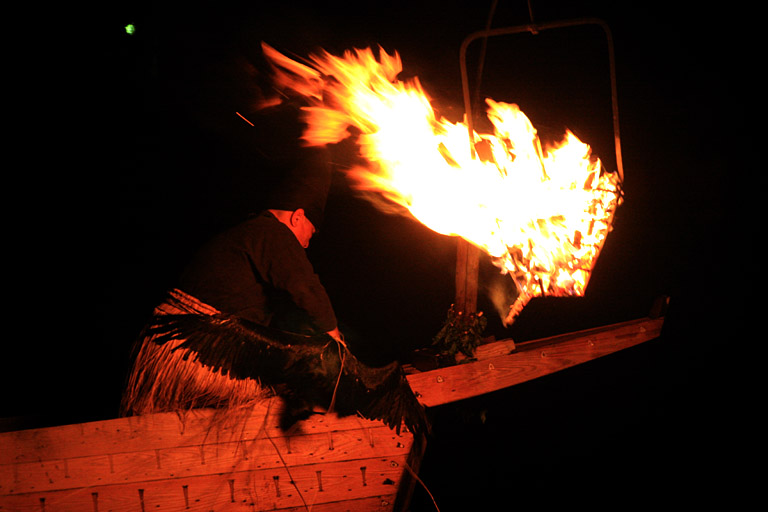
Ukai
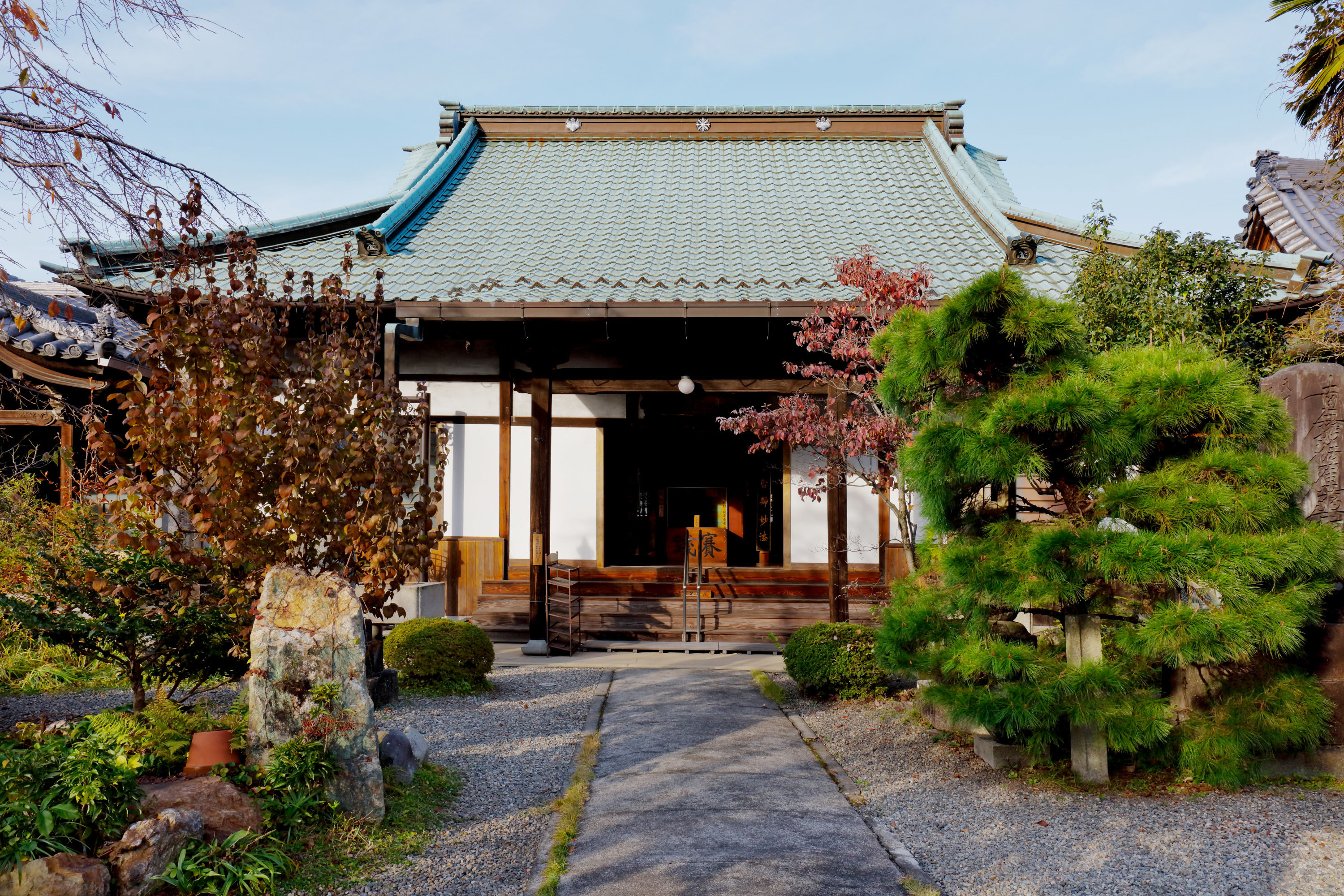
Jōzai-ji
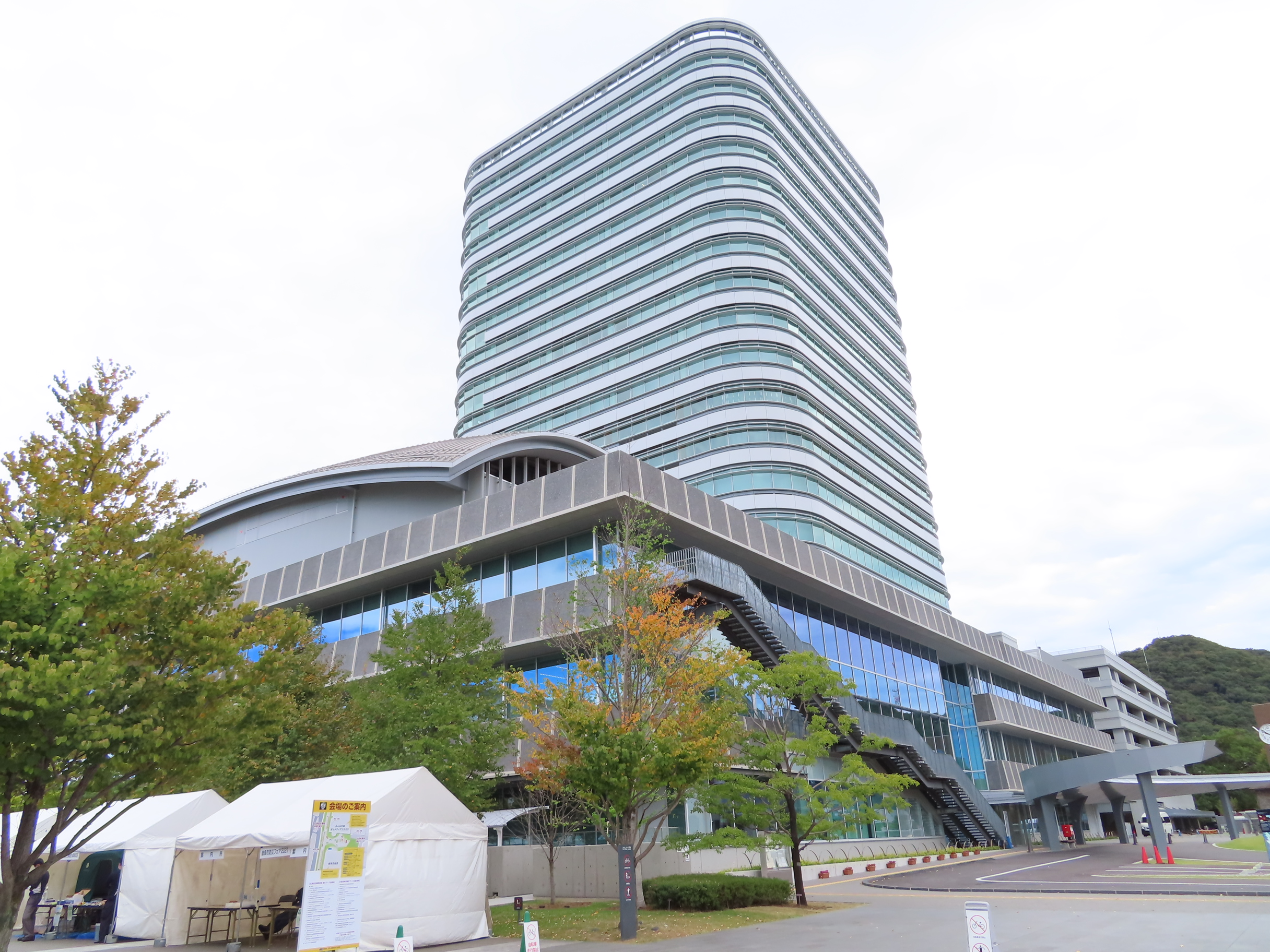
Gifu tanácsháza